# Nowy Dwór (osada leśna w powiecie działdowskim)
Nowy Dwór – osada leśna w Polsce położona w województwie warmińsko-mazurskim, w powiecie działdowskim, w gminie Lidzbark.
W latach 1975–1998 miejscowość administracyjnie należała do województwa ciechanowskiego.